# Хондак Даниїл Дмитрович
Даниїл Дмитрович Хондак (нар. 19 квітня 2001, Харків, Україна) — український футболіст, захисник.

## Ігрова кар'єра
Вихованець харківського «Металіста» та ДЮФШ «Динамо» імені Валерія Лобановського, у чемпіонаті України (ДЮФЛ) провів 64 матчі (14 голів). Виступав в командах «Динамо» (Київ) U-19 та U-21 у юнацькому та молодіжному чемпіонатах України — 25 матчів, також брав участь у матчах юнацької ліги УЄФА (2 поєдинки). Захищав кольори юнацьких збірних України.
Влітку 2022 року став гравцем першолігової команди «Гірник-Спорт», проте вже у січні наступного року приєднався до складу прем'єр-лігового клубу «Верес». У Прем'єр-лізі України дебютував 15 квітня 2023 року вийшовши на поле в стартовому складі в виїзному поєдинку 21-го туру проти харківського «Металіста» (5:5), у тому ж матчі на 36-хвилині відзначився і дебютним голом.
З березня 2024 року на правах оренди виступав за першоліговий клуб «Чернігів», а з вересня того ж року і до завершення першої частини сезону був гравцем футбольного клубу «Минай».

## Досягнення
«Динамо U-21»
- Переможець Молодіжного чемпіонату України (2): 2018/19, 2020/21